# Lynn Greer
Lynn Terence Greer Jr. (ur. 23 października 1979 w Filadelfii) – amerykański koszykarz występujący na pozycjach rozgrywającego oraz rzucającego obrońcy.
Jest absolwentem uczelni Temple. W sezonie 2003-2004 występował w Śląsku Wrocław. Notował wtedy średnio 25,1 punktu, 5,5 asysty i 3,1 zbiórki. W polskiej lidze, z zespołem z Wrocławia, zdobył w 2004 roku srebrny medal mistrzostw Polski oraz puchar Polski. W NBA reprezentował klub Milwaukee Bucks, z którym rozegrał 41 spotkań, spędzając na parkiecie średnio ponad 10 minut. Najlepsze spotkanie rozegrał w kwietniu 2007. Zdobył wtedy 19 punktów i 4 asysty w konfrontacji z New Orleans Hornets. W czerwcu 2015 ogłosił zakończenie kariery.

## Życie prywatne
Podczas studiów na Uniwersytecie Tample poznał Jillian Pullen. Jeszcze w trakcie studiów na świat przyszedł ich syn – Lynn Greer III. W niedługim czasie po podpisaniu kontraktu z Bucks, na Greera i jego rodzinę spadła okropna wiadomość. U Jillian lekarze wykryli guza mózgu. Jillian Pullen zmarła w Wigilię Bożego Narodzenia 2006 roku. Miała 26 lat.

## Osiągnięcia

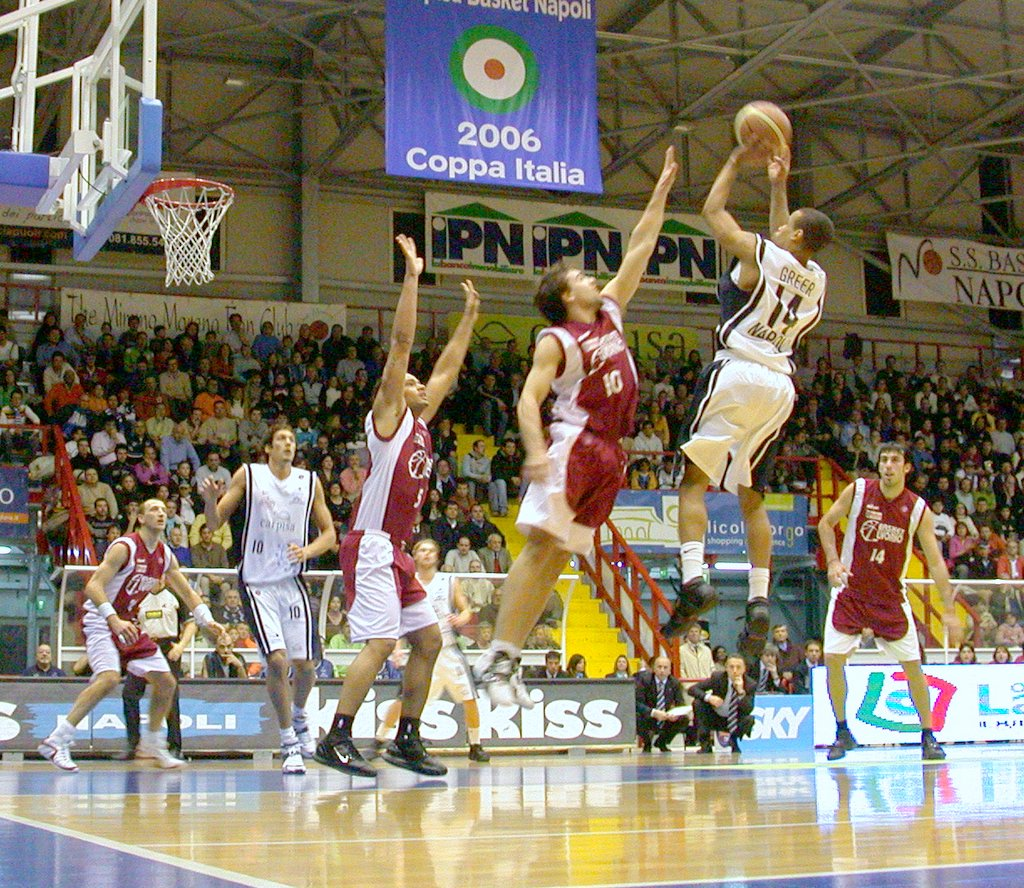
Greer podczas rzutu

Stan na podstawie, o ile nie zaznaczono inaczej.

### NCAA
- Uczestnik rozgrywek:
  - Elite Eight turnieju NCAA (2001)
  - II rundy turnieju NCAA (2000, 2001)
  - turnieju NCAA (1998, 2000, 2001)
- Mistrz:
  - turnieju konferencji Atlantic 10 (A-10 – 2000, 2001)
  - sezonu zasadniczego A-10 (1998, 2000, 2002)
- MOP (Most Outstanding Player) turnieju Atlantic 10 (2001)[5]
- Najlepszy rezerwowy konferencji Atlantic 10 (2000)
- Laureat nagrody Robert V. Geasey Trophy (2002)[6]
- Zaliczony do:
  - I składu:
    - Atlantic-10 (2002)
    - turnieju
      - konferencji Atlantic 10 (2001)
      - Coaches vs. Classic (2002)

    - defensywnego Atlantic 10 (2002)

### Klubowe
- 2-krotny mistrz Turcji (2010, 2011)
- Wicemistrz:
  - Rosji (2005)
  - Grecji (2008, 2009)
  - Polski (2004)
  - Ukrainy (2013)
  - ligi VTB (2012)
- Zdobywca pucharu:
  - Polski (2004)[7]
  - Włoch (2006)
  - Turcji (2010, 2011)
- Finalista:
  - Superpucharu Turcji (2009, 2010)
  - Pucharu Grecji (2008, 2009)

### Indywidualne
- MVP:
  - mecz gwiazd Polskiej Ligi Koszykówki (2004)
  - ligi włoskiej (2006)
  - pucharu Polski (2004)[7]
  - kolejki Euroligi (2008 tydzień 15. i 18.)
  - miesiąca ligi ukraińskiej (grudzień 2012, luty, marzec 2013)
- II w głosowaniu na MVP sezonu regularnego Euroligi (2004)
- Najlepszy debiutant z zagranicy PLK (2004 według Gazety)[8]
- Uczestnik meczu gwiazd:
  - Polskiej Ligi Koszykówki – Gwiazdy EBL – Reprezentacja Polski (2004)
  - ligi greckiej (2008, 2009)
- Lider: 
  - strzelców:
    - ligi włoskiej (2006)
    - Euroligi (2004)

  - ligi ukraińskiej w asystach (2013)
- Zaliczony do:
  - II składu Euroligi (2004)
  - I składu:
    - PLK (2004)
    - pucharu Polski (2004)[7]
    - ligi ukraińskiej (2013)
    - półfinałów ligi ukraińskiej (2013)
    - ćwierćfinałów ligi ukraińskiej (2013)

### Reprezentacja
- Brązowy medalista uniwersjady (2001)
- Uczestnik mistrzostw Ameryki (2005 – 4. miejsce)

## Statystyki podczas występów w PLK
- Sezon 2003/2004 (Śląsk Wrocław): 32 mecze (średnio 20,4 punktu, 2,8 zbiórki oraz 4,6 asysty w ciągu 32,7 minuty)